# Kisberzseny
Kisberzseny ist eine ungarische Gemeinde im Kreis Devecser im Komitat Veszprém.

## Geografische Lage
Kisberzseny liegt ungefähr 13 Kilometer westlich der Stadt Devecser, an dem Fluss Torna. Nachbargemeinden sind Veszprémgalsa, Apácatorna und Zalaszegvár. Nordöstlich in zehn Kilometer Entfernung liegt das Landschafts- und Naturschutzgebiet Somló (ungarisch Somló Tájvédelmi Körzet).

## Sehenswürdigkeiten
- Kruzifix (Molnár-Szabó-kereszt), erschaffen 1931 von László Birkmayer
- Kruzifix (Németh-Nagy-kereszt), erschaffen 1912 von Mihály Pentz
- Römisch-katholische Kirche Szent Mihály

## Verkehr
Durch Kisberzseny verläuft die Nebenstraße Nr. 73184, ein Kilometer nördlich der Gemeinde die Hauptstraße Nr. 8. Der nächstgelegene Bahnhof befindet sich in Karakószörcsök.